# 플렉스 (기업)
플렉스(Flex Ltd., 이전 사명: 플렉스트로닉스/Flextronics, Flextronics International Ltd.)는 미국-싱가포르의 다국적 제조 기업이다. 소득 면에서 페가트론에 이어 세계에서 3번째로 큰 글로벌 EMS(전기제조서비스) 원천 디자인 제조(ODM) 기업이다. 플렉스의 본사는 싱가포르에 위치해 있으며 행정을 담당하는 본사는 미국 캘리포니아주 산호세에 위치해 있다. 이 기업의 제조 운영 국가는 30개국이 넘으며 총 직원 수는 160,000명이다.